# خیابان هیوستن
خیابان هیوستِن (انگلیسی: Houston Street) یک خیابان در شهر نیویورک، آمریکا است.
این خیابان که در منطقه منهتن قرار دارد دارای ۳٫۲ کیلومتر طول است.

## نگارخانه

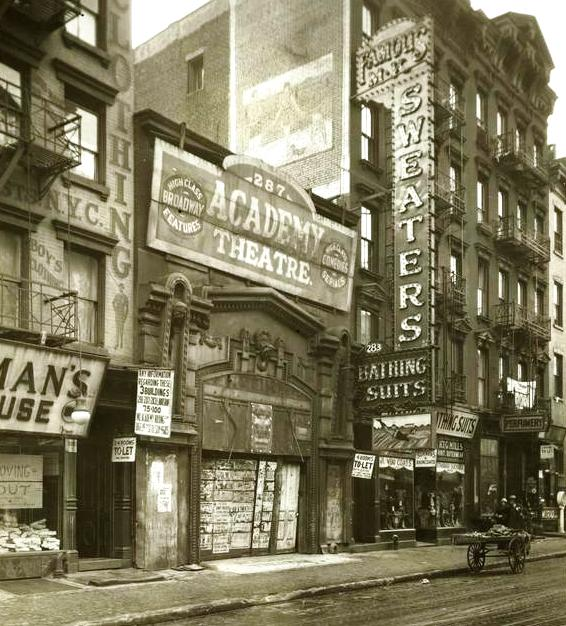
دهه ۱۹۲۰
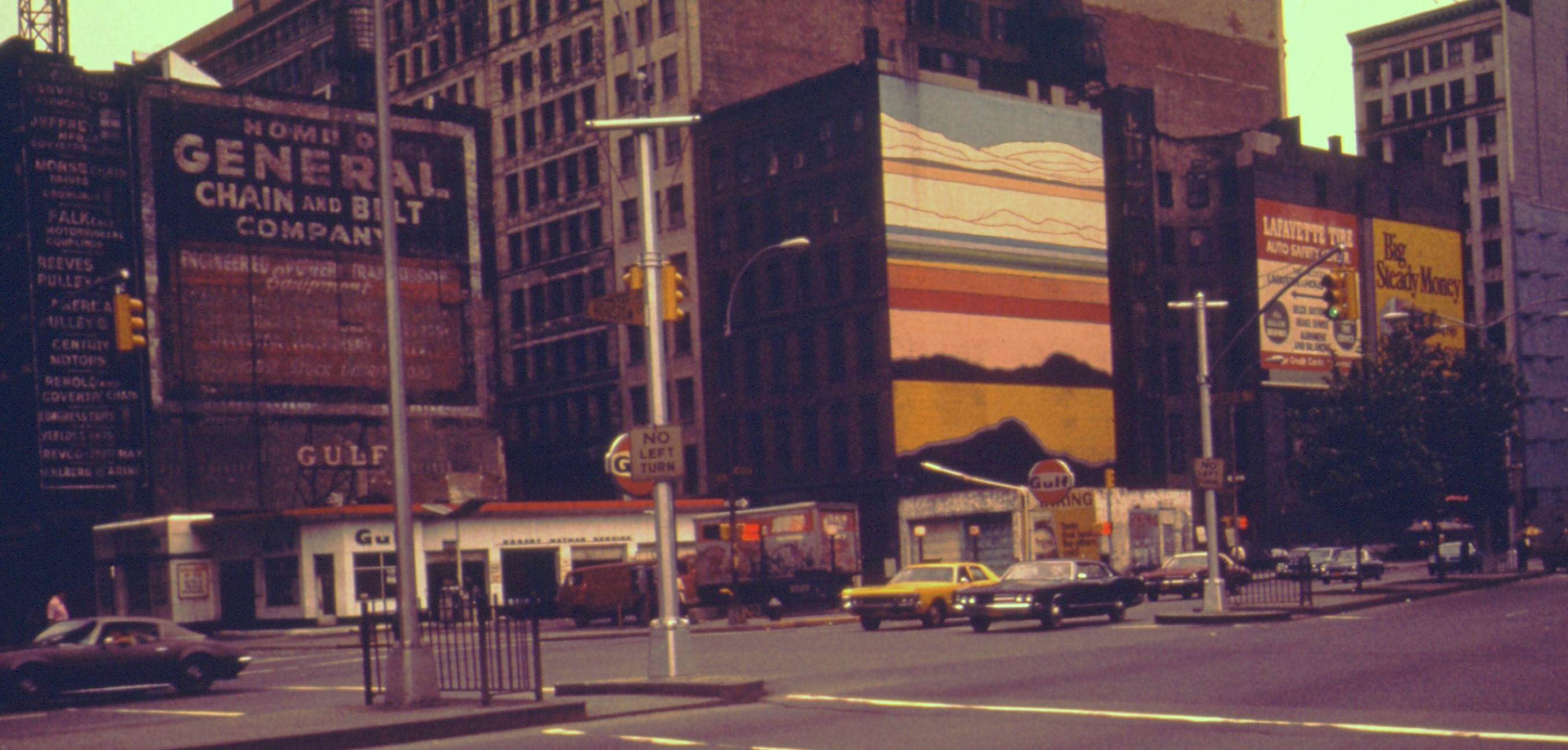
۱۷۴
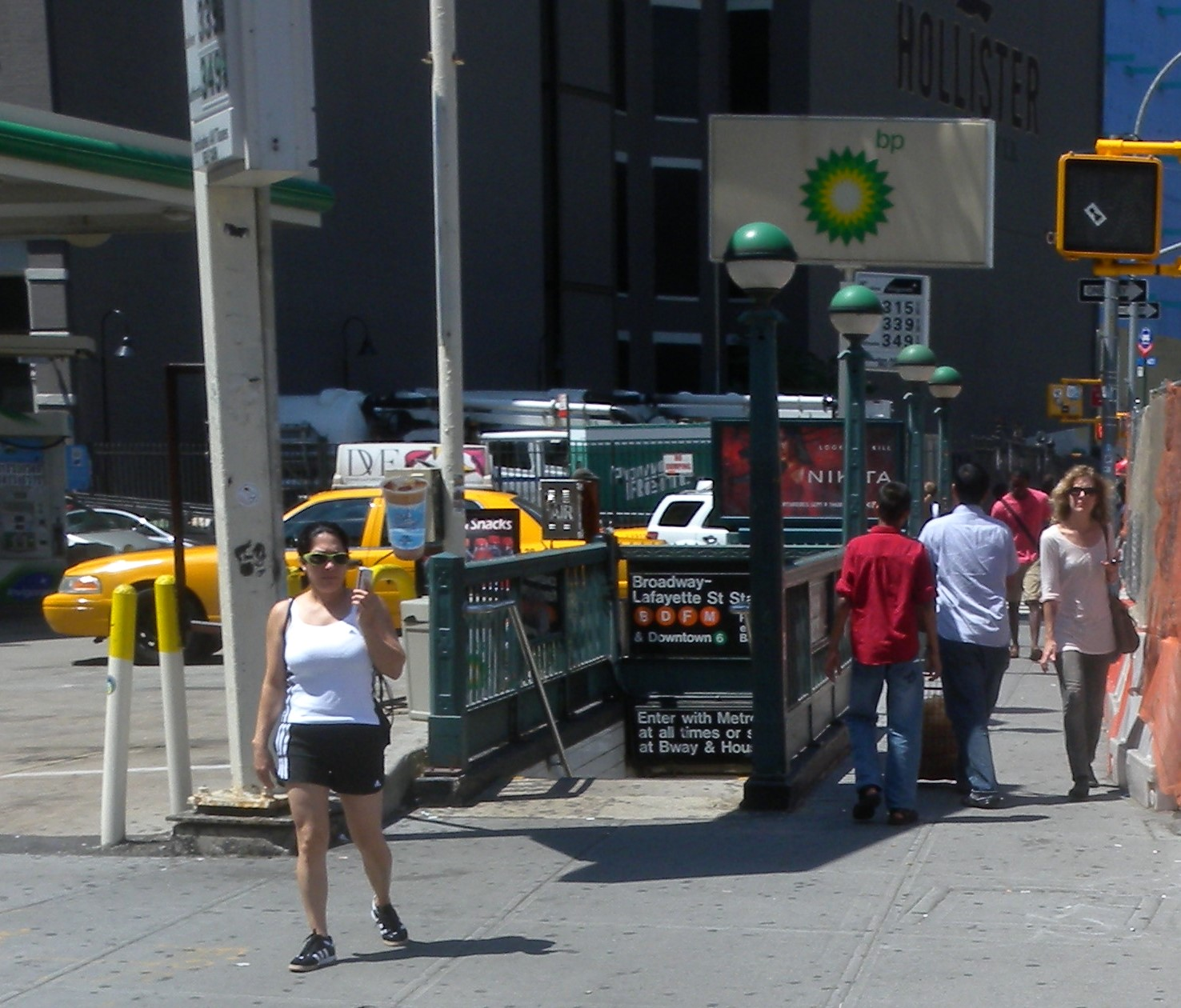
ورودی ایستگاه مترو
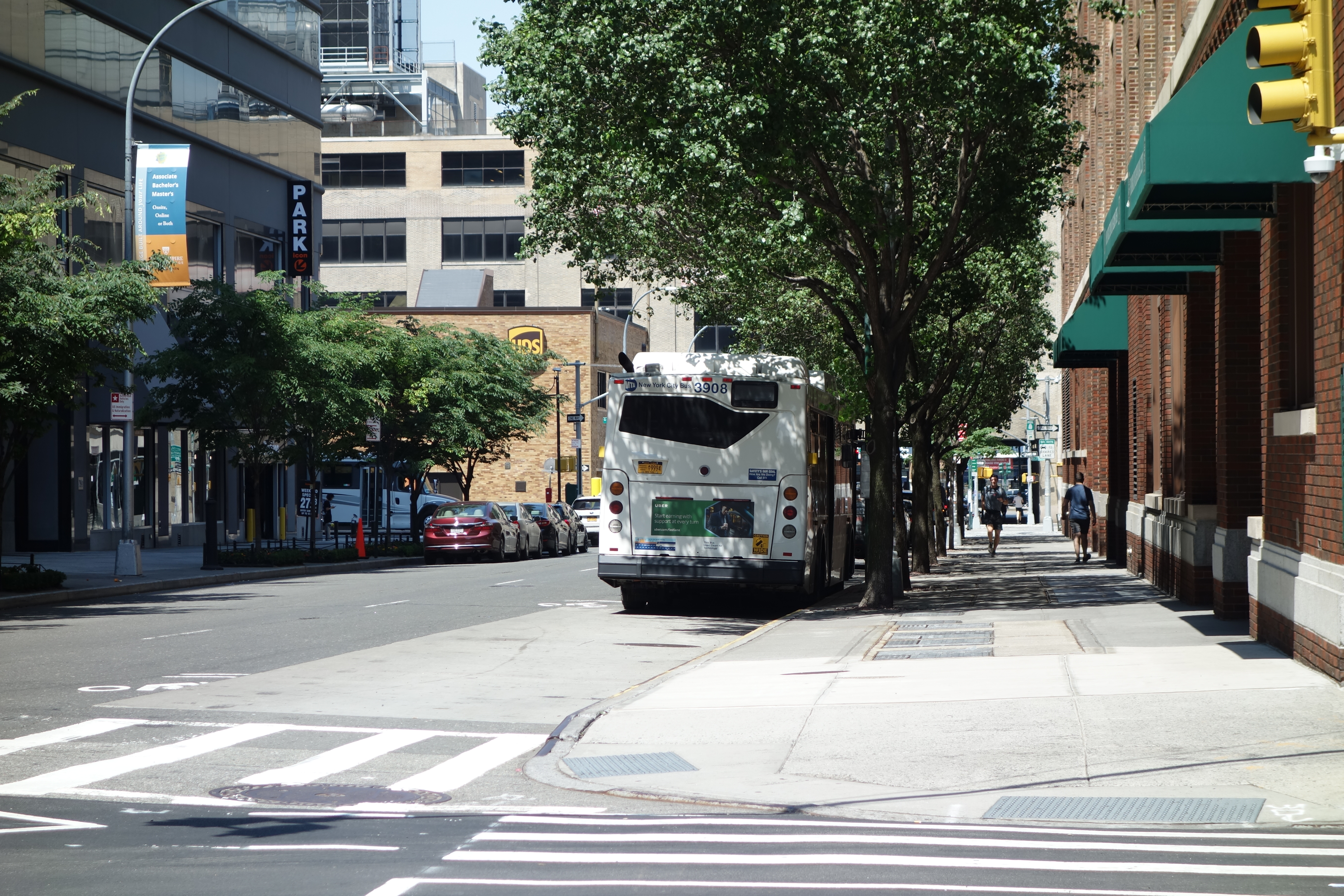